# Imán Dzsamáli
Imán Dzsamáli '(perzsául:  ایمان جمالی مورچه‌گانی, nyugati átírásban Iman Jamali; 1991. október 21. –) iráni, majd magyar válogatott kézilabdázó, átlövő. Jelenleg a román Dinamo Bucureşti játékosa.

## Pályafutása
Több mint 20 alkalommal szerepelt már az iráni felnőtt válogatottban, a 2011-ben megrendezett junior világbajnokság második legeredményesebb játékosa volt, kilenc meccsen összesen 80 gólt ért el. 2012-ben igazolta le az MKB Veszprém KC. A tehetséges játékos meghatározó szerepet nem tudott kivívni magának a csapatban, ezért két szezont kölcsönben BL-induló csapatoknál töltött. Előbb 2015-ben a svéd bajnok IFK Kristianstadnál játszott, amellyel svéd bajnok lett, a Bajnokok ligájában pedig csapata legeredményesebb játékosaként 74 gólt szerzett. 2016-ban a fehérorosz bajnok HC Meskov Breszthez került kölcsönbe, amellyel megnyerte a fehérorosz bajnokságot. Abban a szezonban a SEHA-ligában az elődöntőt a veszprémi csapat ellen játszották. Dzsamáli a mérkőzésen 7 gólt szerzett, csapata végül döntetlenre végzett, a büntetőpárbajt pedig elbukták, végül bronzérmesek lettek. 2017 őszén visszatért a Telekom Veszprémhez. 2019 nyarán a román Dinamo București szerződtette. 2022 novemberében újra Magyarországra igazolt, a Ceglédi KKSE csapatában folytatta pályafutását, ahol súlyos térdsérülése ellenére jó szezont zárt. 2023 nyarán a MOL-Tatabánya KC csapatához írt alá.